# Giovanni Antonio Farina
Giovanni Antonio Farina (Gambellara, 11. siječnja 1803. – Vicenza, 4. ožujka 1888.), talijanski biskup i svetac.

## Životopis
Rođen je u Gambellaru, 11. siječnja 1803., od oca Pedra Farine i Francisce Bellame. Bio je drugi od petero braće. Nakon smrti svoga oca, Farina odlazi živjeti kod svog ujaka Antonija. U dobi od 15 godina ulazi u sjemenište u Vicenzi. Zaređen je za svećenika 15. siječnja 1827. godine. 1831. je osnovao prvu školu za siromašne djevojke u Vicenzi. 25. svibnja 1850., Farina je imenovan biskupom Trevisa. 18. rujna 1858. je zaredio za svećenika Giuseppea Melchiorra Sarta, budućeg papu Pija X. 18. lipnja 1860. je imenovan za biskupa Vicenze, a na tom položaju je ostao do svoje smrti 1888. godine. 1869. i 1870. je sudjelovao na Prvom vatikanskom saboru. Umro je 4. ožujka 1888. u dobi od 85 godina od moždanog udara. 1. lipnja 1990. je dobio titulu sluge Božjega. Papa Ivan Pavao II. ga je proglasio blaženim 4. studenog 2001., a papa Franjo svetim 23. studenog 2014. godine u Vatikanu. Spomendan mu se obilježava 4. ožujka.